# Zoroaster barathri
Zoroaster barathri is een zeester uit de familie Zoroasteridae.
De wetenschappelijke naam van de soort werd in 1893 gepubliceerd door Alfred William Alcock.